# Haverifilter
Ett haverifilter eller filtrerad tryckavlastning (engelska: FCVS - Filtered Containment Venting System) är ett säkerhetssystem på kärnkraftverk som begränsar radioaktiva utsläpp till omgivningen vid allvarliga olycksförlopp med stora härdskador ("härdsmälta"), där samtidigt normala system för att kontrollera tryck och temperatur i reaktorinneslutningen inte fungerar. Filtret kan ha manuell eller automatisk aktivering. Vid automatisk aktivering kan detta ske genom att ett sprängbleck är monterat i ledningen till filtret som passivt öppnar (brister) vid högt tryck i reaktorinneslutningen.

## Haverifilter i Sverige
Möjligheten att få stora härdskador i svenska kärnkraftverk beaktades inte före Harrisburgolyckan. Olyckan fick stor inverkan på opinionen och den efterföljande Reaktorsäkerhetsutredningen föreslog bland annat att en möjlighet till "filtrerad tryckavlastning" skulle införas för att minska risken att "markområden ... skulle kunna bli belagda med radioaktivitet, vilket skulle innebära vissa begränsningar för områdets framtida användning". 
Den 15 oktober 1981 beslutade regeringen enligt Prop. 1980/81:90 att Barsebäck skulle förses med haverifilter före utgången av 1985, medan en längre tidsfrist medgavs för övriga verk för att kunna ta vara på erfarenheter från Barsebäck och annan teknikutveckling. Barsebäck prioriterades på grund av den större befolkningstätheten i närområdet. Den 27 februari 1986 fattade regeringen motsvarande beslut för övriga svenska kraftverk, att de skulle förses med haverifilter före utgången av 1988. 

### Barsebäck
Den mycket korta tid som medgavs för utveckling, analys, design, konstruktion och uppförande av haverifilter för Barsebäck medförde att man tvingades satsa på enkla och robusta lösningar med stora säkerhetsmarginaler. Den valda lösningen blev en omfattande konstruktion bestående av en stenbädd på 10 000 m3. Enkla överväganden visade att stenbädden skulle förmå att kondensera tillförd ånga och fånga upp fissionsprodukter som Cesium och Jod, samt att eventuella vätgasbränder inte skulle hota anordningens integritet.
| Tidsschema FILTRA Barsebäck    | Barsebäck med FILTRA till vänster |
| ------------------------------ | --------------------------------- |
| FILTRA Barsebäck Time Schedule | Barsebäck med FILTRA till vänster |

### Övriga verk: Ringhals, Oskarshamn, Forsmark
Den något längre tid som medgavs för implementering av haverifilter för övriga svenska kraftverk, samt den internationella forskning och utveckling som ägde rum, gjorde att man valde en lösning med en vatten-skrubber där man kunde uppnå erforderlig avskiljning med en något mindre omfattande konstruktion. Risken för vätgasbränder i haverifiltret hanteras genom att gasfasen i filtertanken är kvävgasfylld. För tryckvattenreaktorer med luftfylld inneslutning är vattenskrubbern dessutom uppvärmd till cirka 90 grader Celsius för att säkerställa en hög ånghalt som ger en icke-brännbar atmosfär i filtertankens gasfas även efter en aktivering. Vattenvolymen i skrubbern har tillsatser av kemikalier som förbättrar absorption av jod samt kontrollerar pH. Skrubber-konstruktionen FILTRA-MVSS tilldelades 1988 års Polhemspris.

## Haverifilter i andra länder
Ett antal länder, däribland Frankrike, Tyskland, Schweiz och Finland, installerade olika typer av haverifilter under 1980- och 1990-talet. Efter Fukushima-olyckan har intresset för dessa anordningar ökat, och bland annat i länder som Spanien, Belgien, Japan och Syd-Korea pågår aktiviteter för att implementera haverifilter.

## Haverifilter och inträffade olyckor
Vid Harrisburgolyckan smälte stora delar av härden och stora mängder radioaktivitet hamnade i inneslutningen. Reaktorn hade inget haverifilter, men då kylsystemen för inneslutningen fungerade som avsett och höll nere tryck och temperatur, och inneslutningen i övrigt behöll sin täthet, så blev utsläppen till omgivningen utomordentligt små. Som olycksförloppet förlöpte så skulle ett haverifilter inte ha aktiverats.
Vid Tjernobylolyckan skedde en okontrollerad effektrusning som fullständigt ödelade både reaktor och reaktorbyggnad och orsakade enorma utsläpp. Reaktorn saknade haverifilter och inneslutning, men sådana anordningar skulle inte kunnat behålla sin funktion vid det våldsamma förloppet vid olyckan.
Vid Fukushimaolyckan smälte stora delar av härdarna i block 1-3 och stora mängder radioaktivitet hamnade i inneslutningen. Samtidigt fungerade inte kylsystemen för inneslutningen och samtliga tre block uppnådde successivt tryck som överbelastade inneslutningarna och orsakade skador och läckage. Reaktorerna saknade haverifilter - något som skulle kunnat skydda inneslutningarna från övertryckning, minska utsläpp samt kunnat leda bort den bildade vätgasen på ett kontrollerat sätt.
Reaktorerna i Fukushima hade möjlighet att med manuella driftläggningar tryckavlasta med en viss filtrering genom reaktorernas vattenfyllda kondensationsbassänger. Enträgna försök gjordes att aktivera sådan avlastning, men detta misslyckades på grund av att fjärrmanöver inte kunde utföras då manöverkraft (tryckluft och batterispänning) fallit bort, samt att höga strålnivåer och temperaturer försvårade eller omöjliggjorde manuella manövrer på plats.

## Konstruktionsprinciper
Filtersektionen kan bestå av en stenbädd, sandfilter eller en vatten-skrubber, och kan också kompletteras med ytterligare filtersteg, till exempel metallfilter med zeoliter. Filtret dimensioneras för kunna släppa ut ett ångflöde på 10-15 kg/s. Energiinnehållet i detta ångflöde motsvarar resteffekten några timmar efter reaktoravstängning, en värmeeffekt som måste bortföras från inneslutningen om alla andra kylsystem slutat fungera.
De radioaktiva ämnena (fissionsprodukter) som kan läcka ut från skadade bränsleelement kan förenklat indelas i tre grupper: ädelgaser, jod och cesium.
- Ädelgaser (Xenon, Krypton) har inledningsvis en avsevärd aktivitet, men genom avklingning (sönderfall) och gasformig utspädning kommer stråldoser från denna komponent efter ett utsläpp avta betydligt redan efter ett antal timmar eller något dygn.
- Jod har också inledningsvis en betydande aktivitet, och kan ge markbeläggning och anrikning till exempel i kedjan gräs-ko-mjölk, men då halveringstiden för den dominerande jod-isotopen är 8 dygn så är aktiviteten praktiskt taget borta efter 80 dygn.
- Cesium är inledningsvis inte dominerande ur strålsynpunkt, men är problematisk då isotopen Cs-137 ger markbeläggning där halveringstiden är 30 år. Har man fått en så stor markbeläggning med cesium så att stråldosen vid ständig vistelse överstiger gängse gränsvärden så är området oacceptabelt för civilt boende under decennier.

Ädelgaser är i princip omöjliga att filtrera bort, vilket gör att stråldoserna kan vara betydande i den omedelbara närheten av ett haverifilter vid aktivering. Tack vare att ädelgaserna klingar av och/eller späds ut relativt snabbt är detta mest ett lokalt problem i kraftverkets omedelbara närhet och under en relativt kort tid.
Jod i elementär form kan filtreras i vattenskrubber med lämpliga kemikalietillsatser, medan organisk jod kräver kompletterande filtersteg, till exempel metallfilter med zeoliter. Sandfilter (finns i Frankrike) har sämre förmåga att fånga upp jod.
Cesium filtreras väl i de flesta filter-konstruktioner. Kravet för svenska reaktorer är att högst cirka 0,1% av härdinnehållet av Cesium ska släppas ut. Som jämförelse kan nämnas att Cs-utsläppen från Fukushima-olyckan var cirka 1-10% (18 PBq) och från Tjernobyl-olyckan cirka 30-60% (130 PBq).